# Dan Lestander
Dan Lestander, född 14 april 1959 i Arjeplog, är en svensk skulptör och fotokonstnär. 
Han vann olympisk guldmedalj i snöskulptur vid Olympic Art Festival i Albertville, Frankrike 1992 tillsammans med Ricky Sandberg och Jan-Erik Falk. Vid Lestanders utställning i Svenska paviljongen, Världsutställningen i Hannover, Tyskland 2000, visade han installationen “Sånt är livet mina vänner”; verket prydde bland annat förstasidan på Världsutställningens officiella veckomagasin. Vid Skulpturbiennalen i Resistencia, Argentina 2000 tilldelades Lestander tillsammans med Ricky Sandberg juryns första pris. 2005 fick han tillsammans med Sandberg Konstnärsnämndens Dynamostipendium. Dan Lestander är konstnärlig ledare för Luleå Art Biennial.